# Хвалинськ
Хвалинськ — місто (з 1780) в Росії, муніципальне утворення зі статусом міського поселення у складі Хвалинськкого муніципального району Саратовської області, на території якого також розташовані органи місцевого самоврядування Хвалинського муніципального району.
Населення 12 985 тис. осіб (2014).

## Географія

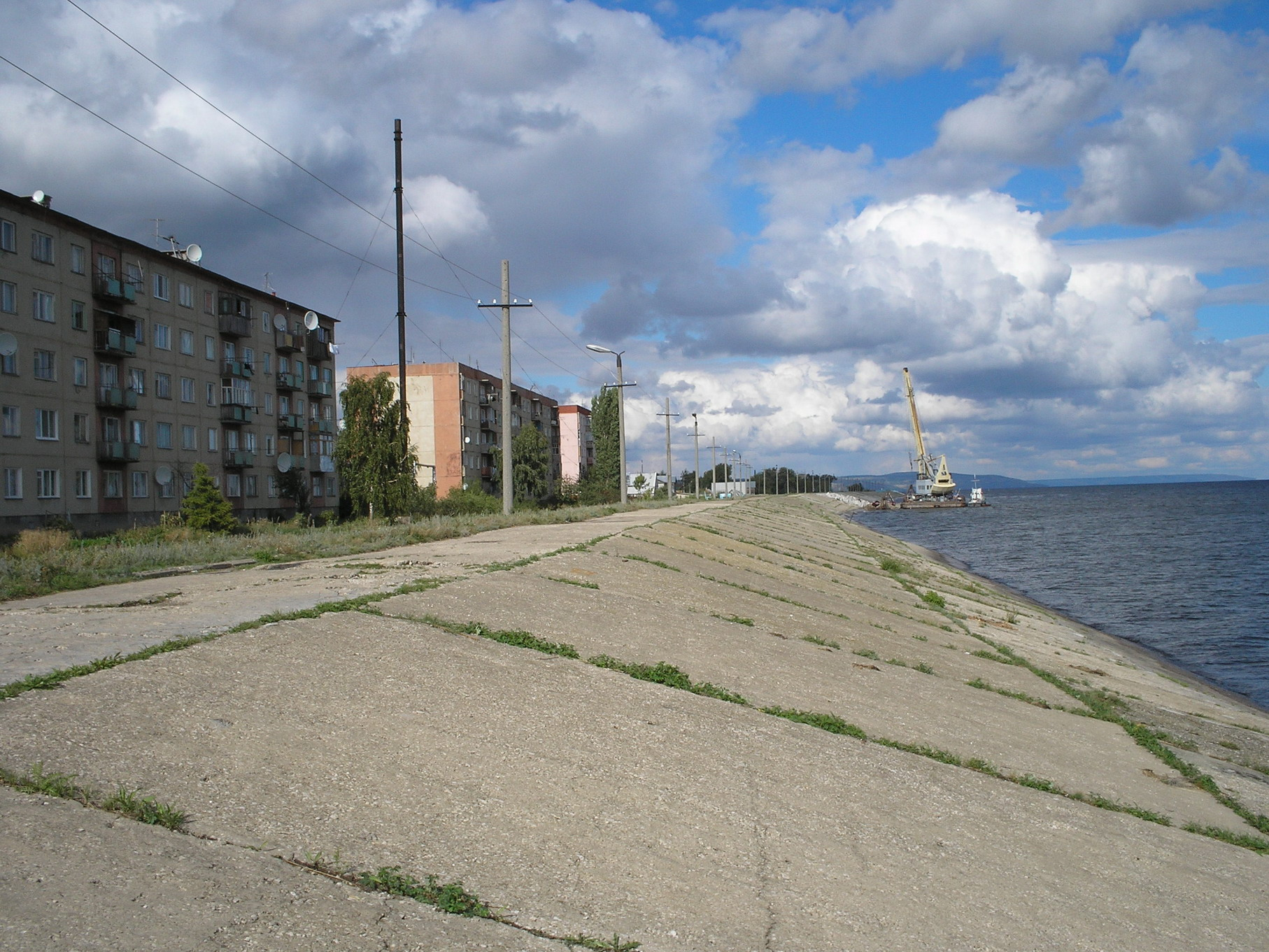
Набережна Волги

Розташований на правому березі Волги, біля підніжжя Хвалинських гір, за 232 км на північний схід від Саратова, за 25 км на південний схід від залізничної станції Кулатка Приволзької залізниці на лінії Сінна — Сизрань.

## Історія

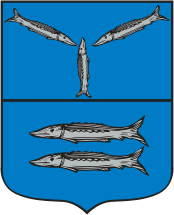
Герб (1781)

Місто Хвалинськ — найстаріше місто в Саратовській області. Воно було засноване в 1556 році як російський сторожовий пост на волзькому острові Сосновий. Поселення управлялося келарем московського Чудова монастиря. В 1606 році поселення було перенесене на місце сучасного Хвалинська і стало селом Сосновий Острів. З 1780 року — повітове місто Хвалинськ.
Хвалинськ і його околиці були одним із центрів старообрядництва Росії.
З річкових пристаней Хвалинська щорічно відправлялося до 56 тисяч тонн яблук. Своїми садами Хвалинськ славився здавна.
Відповідно до Указу Президії Верховної Ради РРФСР від 12 січня 1965 року «Про зміни в адміністративно-територіальному поділі Саратовської області» місто Хвалинськ було віднесено до категорії міст обласного підпорядкування Саратовської області (при цьому всі сільські та селищні Ради депутатів трудящих Хвалинського району були підпорядковані Хвалинській міській Раді народних депутатів, при збереженні Хвалинського району як адміністративно-територіальної одиниці).

## Економіка
промисловість
У місті є маслоробний (на початок XXI сторіччя використовується як сховище), маслоробний заводи, завод ВАТ «Черемшанський» з консервним цехом, виробництво пельменів, завод гідроапаратури, завод по виробництву цегли, виробництво продуктів харчування — пельменний завод.
туризм
Важливою складовою частиною економіки сучасного Хвалинська є туристична галузь. Поблизу міста знаходиться національний парк «Хвалинський» з гірськолижним курортом на території.

## Пам'ятки
Можна відзначити краєзнавчий музей, картинну галерею ім. К. С. Петрова-Водкіна (колишній будинок Радищева), будинок-музей К. С. Петрова-Водкіна. У місті також багато кам'яних будівель з оригінальною архітектурою: Хресто-Воздвиженська церква (кінець XIX століття), будинки купців Кащеєва, Чорткова, Солдаткіна, церква на Сінній площі, дача купця Михайлова-Кузьміна (архітектор Мельцер).
У 1990 році в місті створено музей поета С. С. Наровчатова.